# Augustines servantes de Jésus et Marie
Les Augustines servantes de Jésus et Marie (en latin : Sororum Augustinarum Servarum Iesu et Mariae) forment une congrégation religieuse féminine enseignante de droit pontifical. 

## Histoire
Après avoir ouvert une école à Frosinone, Marie Thérèse Spinelli fonde le 8 octobre 1821 une communauté de religieuses enseignantes. Le 23 septembre 1827, Francesco Maria Cipriani, évêque de Veroli, donne l'habit religieux à Marie Thérèse et sept compagnes. Les sœurs adoptent la règle de saint Augustin et les constitutions rédigées par le cardinal Pier Marcellino Corradini pour les sœurs Collégines de la Sainte Famille (it).
Elles se répandent rapidement dans divers endroits du Latium et en 1877, le pape Pie IX leur donne une maison à Rome ; l'expansion à l'étranger commence en 1894, avec l'ouverture d'une maison à Malte. L'institut est agrégé à l'ordre de Saint-Augustin le 20 avril 1853 ; il est reconnu de droit pontifical le 25 juillet 1902.

## Activités et diffusion
Les sœurs se consacrent à l'enseignement dans les écoles, internats, et orphelinats.
Elles sont présentes en:
- Europe : Italie, Malte, Royaume-Uni.
- Amérique : Brésil, États-Unis.
- Afrique : République démocratique du Congo.
- Asie : Inde, Philippines.
- Océanie : Australie.

La maison-mère est à Rome.
En 2017, la congrégation comptait 327 sœurs dans 40 maisons.